# Zellmigration
Unter Zellmigration (latein. migrare ‚wandern‘) versteht man die aktive Ortsveränderung (Lokomotion) von Zellen oder Zellverbänden. Der Überbegriff „Migration“ schließt die ungerichtete Spontanbewegung (random migration), die gerichtete, chemotaktische Bewegung und die Änderung der Bewegungsgeschwindigkeit (Chemokinetik) ein. Innerhalb eines metazoischen Organismus sind nur gewisse Zellen zur Migration befähigt: embryonale Zellen, und im reifen Organismus bestimmte Zelltypen der Bindegewebe, der Gefäße, manche Epithelien, Tumorzellen und in besonders hohem Maße die Zellen des Immunsystems und die Spermien. Bei prokaryotischen Organismen findet Migration mit Hilfe von Geißeln und Cilien statt.

## Fortbewegung mittels Geißeln und Cilien
Spermien bewegen sich mittels einer Geißel (Flagellum) und benötigen dafür offene Flüssigkeitsbereiche. Auch vielen Prokaryoten verschaffen Geißeln die nötige Motilität, jedoch ist der Aufbau der prokaryotischen Geißel ein vollkommen anderer als bei Eukaryoten. Cilien finden sich ausschließlich bei eukaryotischen Zellen. Die prominentesten Beispiele mittels Cilien frei beweglicher Zellen sind Pantoffeltierchen und Ciliaten (Wimperntierchen).

## Amöboide Bewegung
Für Körperzellen, die in der Enge der Gewebestrukturen wandern, ist die amöboide Bewegung vorteilhaft, da sie eine beträchtliche Verformung und Anpassung an die vorhandenen räumlichen Bedingungen ermöglicht. Viele eukaryotische Zellen, wie zum Beispiel Fibroblasten, Keratinozyten, Neuronen, Immunzellen und natürlich Amöben sind durch amöboide Bewegung zur Migration befähigt. 
Die amöboide Bewegung beruht im Wesentlichen auf der dynamischen Umgestaltung zweier Zellstrukturen und auf der Anheftung an die extrazelluläre Matrix: 
Auf der Verlängerung fibrillärer Proteine (Aktin) sowie dem Einbau von Membranvesikeln in Bewegungsrichtung, was die Bildung von Zellfortsätzen (Filopodien und Lamellipodium) zur Folge hat. In Lamellipodien und Filopodien baut sich ein Gerüst aus hochmolekularem, fibrillärem F-Aktin auf, welches an der Vorderkante durch Anbau niedermolekularen G-Aktins weiter wächst, während es an seiner Hinterseite wieder in G-Aktin zerfällt (sog. treadmilling, Tretmühle treten). Gleichzeitig wird die Vorderkante des Lamellipodiums durch den Einbau von Membranmaterial erweitert, das aus zelleigenen Vesikeln stammt. Diese Vesikel werden entlang einer weiteren fibrillären Struktur, den Mikrotubuli, nach vorne transportiert. Auf diese Weise wandert das Aktingerüst in den Sack des Lamellipodiums hinein, der sich durch Einbau neuen Membranmaterials weiter vorschiebt. Währenddessen sondieren Filopodien, ebenfalls durch wachsende Aktinfilamente vorangetrieben, an der Front des Leitsaums (leading edge) die Umgebung nach geeigneten Voraussetzungen für eine Anheftung ans Substrat. Fokale Komplexe der Filopodien (filopodial focal complexes) stellen daraufhin den ersten Kontakt mit der extrazellulären Matrix (ECM) her, wodurch sich bei weiterem Vorrücken der Zelle im Lamellipodium stabile Fokalkontakte ausbilden.
Mit den Vesikeln werden membrangebundene Rezeptoren für Chemotaxine und Wachstumsfaktoren, dazu Haftproteine, mit denen sich die Zelle an ihrer Unterlage befestigt, sowie weitere Rezeptortypen an der Vorderseite der wandernden Zelle eingebaut und ständig ergänzt. Das Aktingerüst, das durch verschiedene Quervernetzungsproteine zusammengehalten wird, verbindet sich mit diesen Rezeptoren und verschafft Lamellipodien und Filopodien Stabilität und den für die Wanderung nötigen Vortrieb. Je nach Zelltyp geben die Vesikel bei ihrem Einbau auch Enzyme und Sauerstoffradikale nach außen ab, die das Gewebe auflockern und so die Zellbewegung erleichtern („enzymatisches Buschmesser“). Das Membranmaterial, welches an der Vorderseite des Lamellipodiums ständig zum Einbau kommt, wandert allmählich zur Hinterseite der Zelle, wo es mitsamt den Rezeptoren in Form von Vesikeln eingezogen wird, die im Golgi-Apparat regeneriert und wieder nach vorne transportiert werden, um ein weiteres Voranschreiten von Lamellipodien und Filopodien zu ermöglichen (Membranfluss). Gleichzeitig zieht sich das Aktingerüst mit Hilfe des Motorproteins Myosin zusammen, was einen Druck innerhalb der Zelle aufbaut, der aufgrund des solartigen Aggregatzustands in Bewegungsrichtung (im Gegensatz zum gelartigen Aggregatzustand am Hinterende der Zelle) nur nach vorne entweichen kann. Auf diese Weise wird der hintere Teil der Zelle nachgezogen, während der vordere Teil sich weiter ausdehnt. Eine amöboid wandernde Zelle bewegt sich somit durch Verlagerung und Kontraktion ihres Stütz- und Haltegerüstes in die gewünschte Richtung. Eine maßgebliche Rolle spielen dabei die Filopodien, welche durch das "Abtasten" der Umgebung die Ausbildung, Ausrichtung & Lokalisation von Fokalkontakten und somit auch die Bewegungsrichtung determinieren.

## Aufgaben der Zellmigration
Die Aufgaben der Zellmigration sind vielfältig: Gestaltungsbewegungen in der Embryonalperiode und während des Wachstums; später Strukturumformung, Regeneration, Heilung etc. Für die Zellen des Immunsystems ist sie bedeutungsvoll um Schadmaterial aufzufinden. Die beweglichste Immunzelle ist der Neutrophile Granulozyt, der bei einem Ruhedurchmesser von rund 7,5 µm sich bis zu 70 µm strecken und Lücken bis herunter zu 0,6 µm durchwandern kann. Seine Wanderungsgeschwindigkeit beträgt je nach Bedingung 10 bis 20 µm pro Minute. Die Fähigkeit zur Migration fördert die Metastasierung von Tumorzellen. 